# Milan Šperl
Pour les articles homonymes, voir Sperl.
Milan Šperl, né le 26 février 1980 à Karlovy Vary, est un fondeur tchèque actif entre 2000 et 2010.

## Palmarès

### Jeux olympiques
| Épreuve / Édition      | Sprint                           | Sprint                           | 15 km                            | 15 km                            | Poursuite 2 × 10 km              | Poursuite 2 × 15 km              | 50 km | Relais                           | Relais    |
| Épreuve / Édition      | libre                            | classique                        | libre                            | classique                        | Poursuite 2 × 10 km              | Poursuite 2 × 15 km              | 50 km | Sprint                           | 4 × 10 km |
| JO 2002 Salt Lake City |                                  | Épreuve inexistante à cette date | Épreuve inexistante à cette date | 45e                              | 52e                              | Épreuve inexistante à cette date | 49e   | Épreuve inexistante à cette date | —         |
| JO 2006 Turin          | —                                | Épreuve inexistante à cette date | Épreuve inexistante à cette date | —                                | Épreuve inexistante à cette date | 35e                              | 27e   | —                                | —         |
| JO 2010 Vancouver      | Épreuve inexistante à cette date | —                                | 43e                              | Épreuve inexistante à cette date | Épreuve inexistante à cette date | —                                | —     | —                                | —         |

- — : épreuve non disputée par le fondeur.
- : épreuve ne figurant pas au programme.

### Championnats du monde
- Championnats du monde de ski nordique 2007 à Sapporo  Japon:
  -  Médaille de bronze en sprint par équipes avec Dušan Kožíšek.
- Meilleur résultat individuel : 6e en 2005 lors du 50 km classique

### Coupe du monde
- Meilleur classement général : 73e en 2007.
- 2 podiums en relais dont 1 victoire à Davos en 2007.
- Meilleur résultat individuel : 7e.